# Dornier-Werke

Die Dornier-Werke Altenrhein, Luftbild von Walter Mittelholzer (1927)

Die Dornier-Werke GmbH, ab 1966 Dornier GmbH, kurz Dornier [dɔrnˈjeː], war ein deutscher Flugzeughersteller. Das ursprüngliche Zeppelin Werk Lindau GmbH – beheimatet in Manzell am Bodensee, von 1922 bis 1938 Dornier-Metallbauten GmbH, danach Dornier-Werke GmbH und ab 1966 Dornier GmbH – hatte sich in den 1930er Jahren durch Zweigbetriebe an den bayerischen Standorten Neuaubing und Oberpfaffenhofen sowie in Wismar und Lübeck mit der Norddeutsche Dornier-Werke erweitert. Nach dem Zweiten Weltkrieg begann Dornier zuerst 1951 mit den Oficinas Técnicas Dornier (OTEDO) in Spanien und ab 1954 in Immenstaad wieder mit der Flugzeugkonstruktion. 1985 wurde die Gesellschaft von Daimler-Benz übernommen und später über den Luft- und Raumfahrtkonzern DASA teilweise in die EADS integriert. Zuvor wurde der zivile Flugzeugbau samt Entwicklung ausgegründet und von Fairchild übernommen; 2002 stellte Fairchild Dornier Insolvenzantrag. Die militärische Luftfahrt, Raumfahrt, Wehr- und Systemtechnik von Dornier ist heute Teil von Airbus Defence and Space.

## Geschichte

### Gründung und erste Erfolge

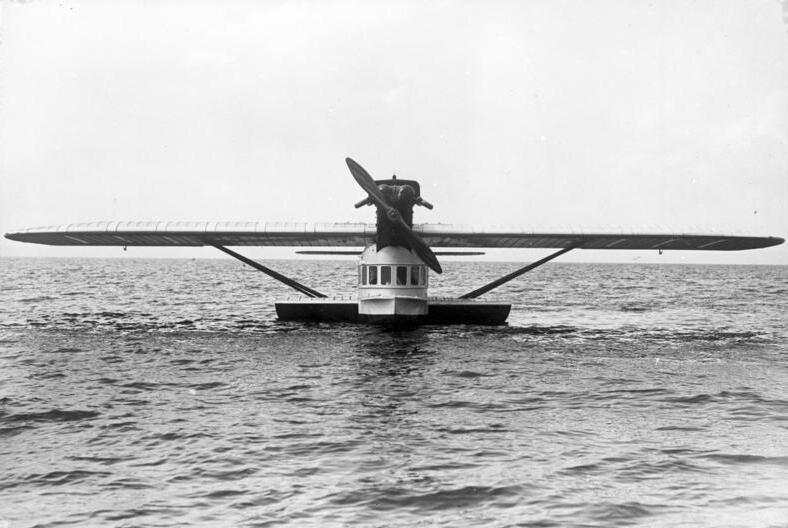
Dornier-Flugboot Delphin III (1928)

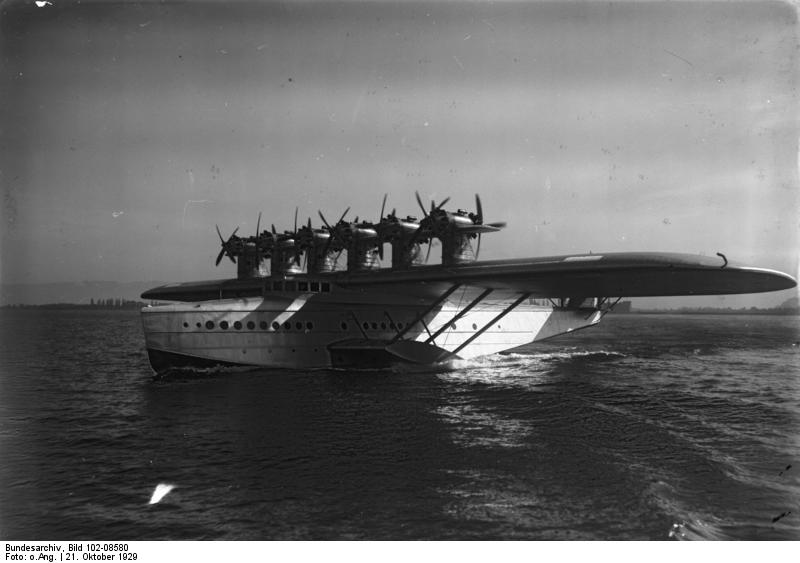
Do X

Die Unternehmung entstand innerhalb des Zeppelin-Unternehmens in Friedrichshafen, wurde von Claude Dornier zuerst geleitet und später übernommen. Dornier war seit 1910 Mitarbeiter bei Ferdinand Graf von Zeppelin und wurde nach anfänglichen Tätigkeiten an Zeppelin-Luftschiffen mit dem Entwurf von Flugzeugen betraut. Die Abteilung Do zog 1914 in Büros und Hallen am Seemooser Horn. Hier entstanden unter der Leitung von Dornier das Riesenflugboot Rs I, die Rs II, Rs III und Rs IV folgten.
1917 wurde Dorniers Abteilung als Zeppelin Werk Lindau GmbH (ZWL) eine eigenständige Gesellschaft im Zeppelin-Konzern, deren Geschäftsführer Dornier wurde. Im Werk Lindau nahm Claude Dornier auch die Entwicklung von Landflugzeugen auf, wie der Cl I und der D I. 1919 wurde das Werk Lindau geschlossen. Die Dornier Delphin I, Erstflug am 24. November 1920, entstand 1920 in Seemoos und Rorschach. 1921 wurden in Marina di Pisa (Italien) alte Werftanlagen übernommen und für die Montage der Dornier Do J („Wal“) ausgebaut, deren Bau in Deutschland wegen des Versailler Vertrages nicht möglich war. Die Anlagen wurden durch die Gesellschaft CMASA betrieben. 1922 wurde Claude Dornier Gesellschafter der ZWL mit einem Geschäftsanteil von 10 %, die Gesellschaft in Dornier Metallbauten GmbH (DMB) umbenannt und der Sitz des Unternehmens nach Friedrichshafen-Manzell verlegt. Dort wurden die Komet II und die Komet III entwickelt. 1924 erwarb die japanische Kawasaki Dockyard Company die Lizenz zum Eigenbau von Dornier-Flugzeugen. Ab 1925 baute Kawasaki in Kōbe das zweimotorige Landflugzeug Dornier Do N, das in Friedrichshafen entwickelt worden war. Ab 1927 bauten die spanischen Construcciones Aeronáuticas S.A. (CASA) Dorniers „Wale“ in Lizenz, weitere Lizenzbauten folgten in den Niederlanden bei Aviolanda.
Zur Realisierung der 1925 projektierten Dornier Do X und um das Bauverbot durch den Versailler Vertrag zu umgehen, gründete das Deutsche Reich der Weimarer Republik 1926 mit Dornier und der DMB als Minderheitsgesellschafter eine weitere Gesellschaft, die AG für Dornier-Flugzeuge (Do-Flug AG). Man versetzte das Dornier-Personal aus dem Werk in Marina di Pisa nach Altenrhein. Das Werk in Marina di Pisa und die CMASA wurden 1930 an Fiat verkauft. Es wurden dort jedoch noch bis 1931 Dornier-Wale gebaut. Die Do-Flug AG finanzierte mit ihrer Kapitalausstattung die Entwicklung der Do X in Manzell sowie Montage und Erprobung in der Schweiz. Dort in Rorschach/Altenrhein, gegenüber von Friedrichshafen gelegen, wurden ferner von der Do-Flug AG Hallen und ein Flugplatz finanziert und von der Dornier Werke Altenrhein betrieben. Die Do-Flug AG wurde 1933 nach Übergabe der Do X an die Deutsche Luft Hansa wieder aufgelöst, das Werk in Altenrhein wurde bis 1948 als Dornier Werke Altenrhein AG weitergeführt. Dornier war im Jahr 1932 bereits alleiniger Eigentümer der Dornier Metallbauten GmbH geworden. In der Zeit ab etwa 1931 erfolgte auch eine Umstellung des Bezeichnungssystems für die Luftfahrzeuge. Wesentliche Änderung dieser, auch vom Vorgänger des Reichsluftfahrtministeriums vorangetriebenen Umstellung war, dass Luftfahrzeuge nun hinter dem vorangestellten Firmenkürzel Do nicht mehr mit Buchstaben, sondern mit Zahlen gekennzeichnet wurden.
1934 errichtete die DMB am Flugplatz in Friedrichshafen-Löwental eine neue Werftanlage mit Versuchsabteilung und Flugbetrieb. Nachdem 1933 bereits die Dornier-Werke Wismar (ab 1938 Norddeutsche Dornier-Werke – NDW) gegründet wurden, kamen weitere Tochterfirmen in Pfronten-Weissbach, Lindau-Rickenbach, Langenargen, in Neuaubing bei München und Lübeck dazu. In Berlin-Reinickendorf wurden eine Fräserei, die Profilzieherei und die Nietenherstellung angesiedelt. 1935 liefen die Programme Do 11, Do 13, Do 23 und die der „Wal“-Familie parallel. Anschließend folgten die Entwicklungen Do 17 und Do 18. Danach wurden die Werke den Planungen der Nationalsozialisten der Industrie- und Beschäftigungspolitik sowie den Vorbereitungen für einen Krieg untergeordnet.
Auf Betreiben der Reichsregierung mussten 1938 die zahlreichen, teilweise verschachtelten Einzelgesellschaften des Dornier-Konzerns „zur Klarstellung der Besitzverhältnisse“ neu geordnet werden. Es bildeten sich der „Nordkonzern“ unter Führung der NDW in Wismar und der „Südkonzern“ unter Führung des Stammwerkes Friedrichshafen. Während der Südkonzern unter dem „Betriebsführer“ Claude Dornier Flugzeuge entwickeln und fertigen sollte, musste der Nordkonzern unter „Betriebsführer“ Heinrich Schulte-Frohlinde seine Entwicklungstätigkeit aufgeben und war nun ein reines Fertigungsunternehmen, das auch Dornier-Flugzeuge (Do 217), aber überwiegend in Lizenz fremdentwickelte Flugzeuge (Junkers W34, Heinkel He 111, Junkers Ju 88, Focke-Wulf FW 190) herstellte. Die Dornier-Metallbauten GmbH wurde in Dornier-Werke GmbH umbenannt und entwickelte und baute die Muster Do 17, Do 18, den Großbomber Do 19 und die Do 217. Für die Lufthansa und den internationalen Markt wurden die Do 24 und die Do 26 gebaut. Das Projekt Do 20 als Nachfolger der Do X wurde mangels eines Auftrages der Lufthansa eingestellt. Die von der Lufthansa beauftragte Entwicklung des Transozean-Flugschiffes Do 214 lief auch nach dem Kriegsbeginn weiter, bekam 1940 sogar erhöhte Priorität, erhielt Ende 1940 dann aber eine militärische Aufgabenstellung als U-Boot-Versorger, bis das Reichsluftfahrtministerium 1942 die Einstellung der Entwicklung verfügte.

### Zweiter Weltkrieg

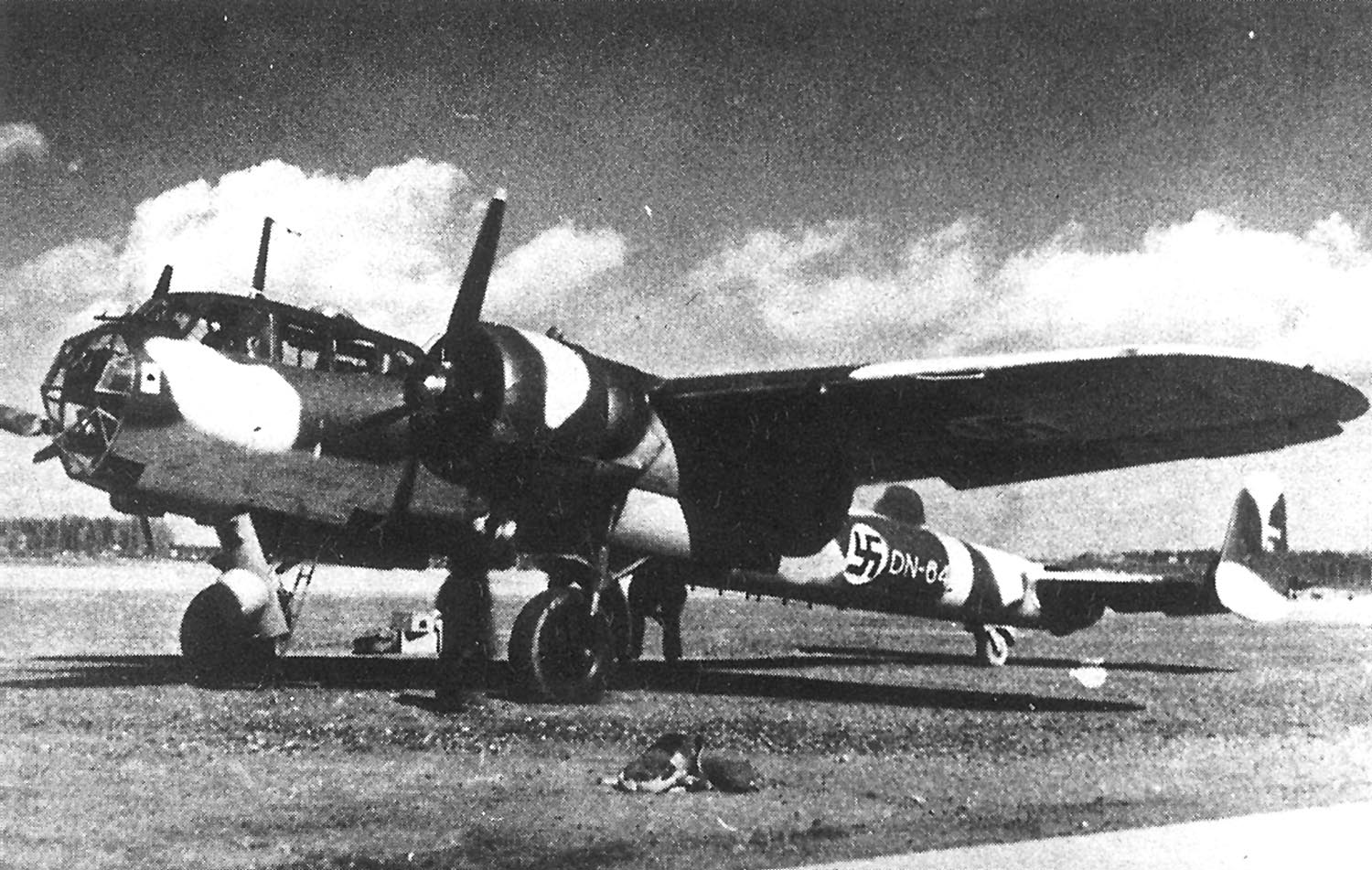
Do 17

Die sechs vorhandenen Flugzeuge Do 26 wurden bei Kriegsanfang mit Kampfständen ausgerüstet und flogen als Transporter und Seeaufklärer bei der Luftwaffe. Zahlenmäßig fiel bei Kriegsbeginn vor allem die mit zwei Dieselmotoren in Tandemanordnung ausgerüstete Luftwaffenversion der Do 18 ins Gewicht, die ab September 1939 viel für Aufklärungsflüge über der Nordsee eingesetzt, aber zunehmend durch die dreimotorige BV 138 ersetzt werden musste. 
Um die Produktion den Erfordernissen anpassen zu können, wurden die KZ-Außenlager Germering-Neuaubing und München-Neuaubing geschaffen um auch Zwangsarbeiter entsprechend einzubinden.
Nach der Besetzung der Niederlande wurde die dort für die niederländischen Marineflieger (Marine Luchtvaartdienst) laufende Lizenzfertigung der dreimotorigen Do 24 nun für Luftwaffenzwecke, weitergeführt. Dieses besonders seetüchtige Flugboot (Erstflug 1937) war für den Kolonialdienst in Niederländisch-Indien, dem heutigen Indonesien, bestimmt. Insgesamt 217 Stück bekam nun im Laufe der Zeit die Luftwaffe. Das Flugzeug wurde zum wichtigsten Gerät bei den Seenotstaffeln an den Küsten des besetzten Europas. In sehr viel größeren Stückzahlen bauten die Dornier-Werke die zweimotorigen Kampfflugzeuge Do 17 „Fliegender Bleistift“ und Do 217. Das Ausgangsmuster war schon 1932/1933, noch vom Heereswaffenamt, unter der Tarnbezeichnung „Schnellverkehrsflugzeug“ in Auftrag gegeben worden. Nicht mehr zum Einsatz kam der schwere Mehrzweckjäger Do 335 Pfeil (Erstflug 1943), mit 765 km/h schnellstes kolbenmotorgetriebenes Serienflugzeug der Welt. Das letzte existierende Beuteexemplar wurde 1974 von den USA der Dornier-Werke GmbH zur Restaurierung übergeben und war leihweise mehrere Jahre im Deutschen Museum in München ausgestellt, bis es in die USA zurückgegeben werden musste.

### Nachkriegszeit

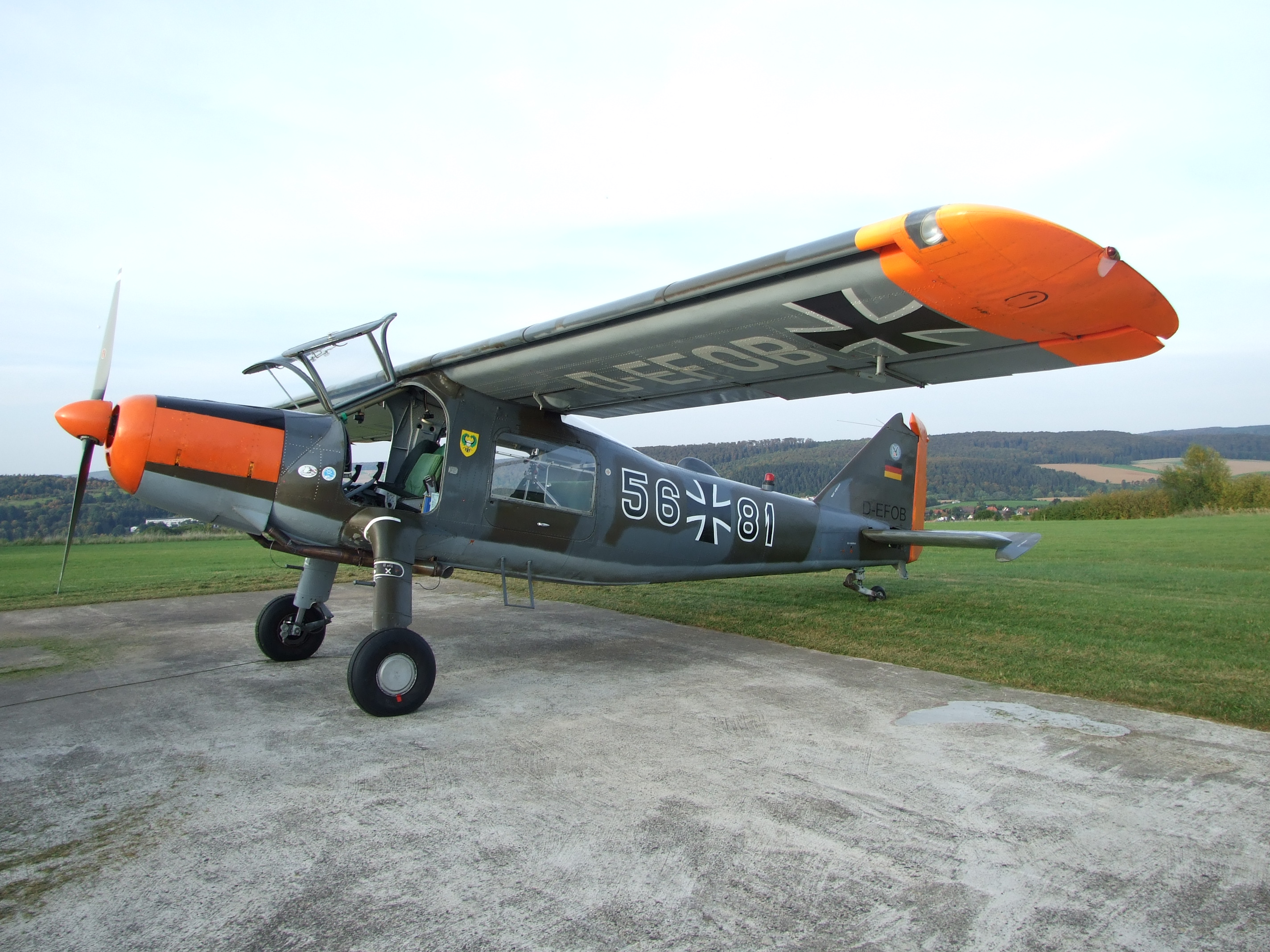
Do 27 A4

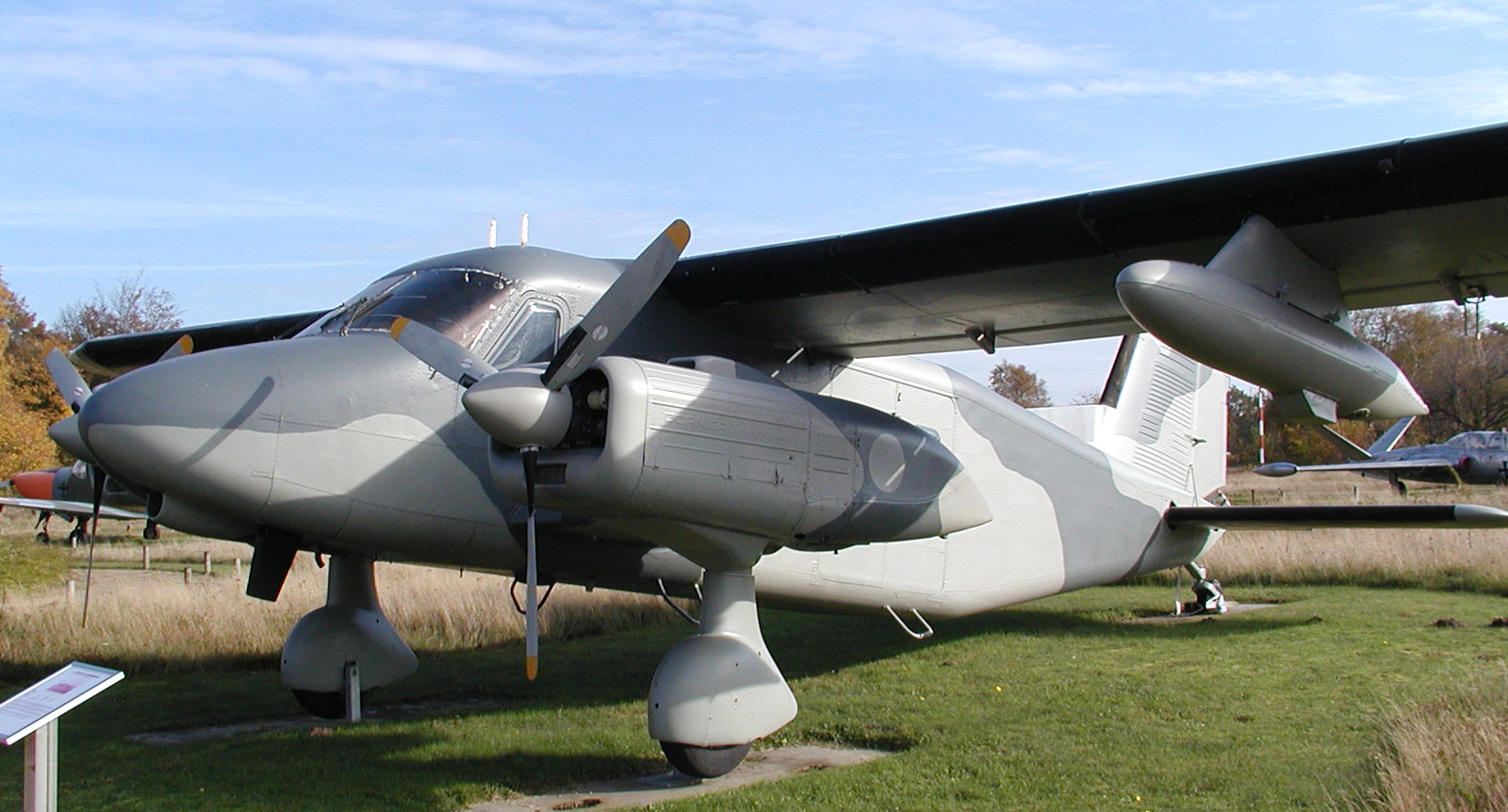
Do 28 D-2 Skyservant

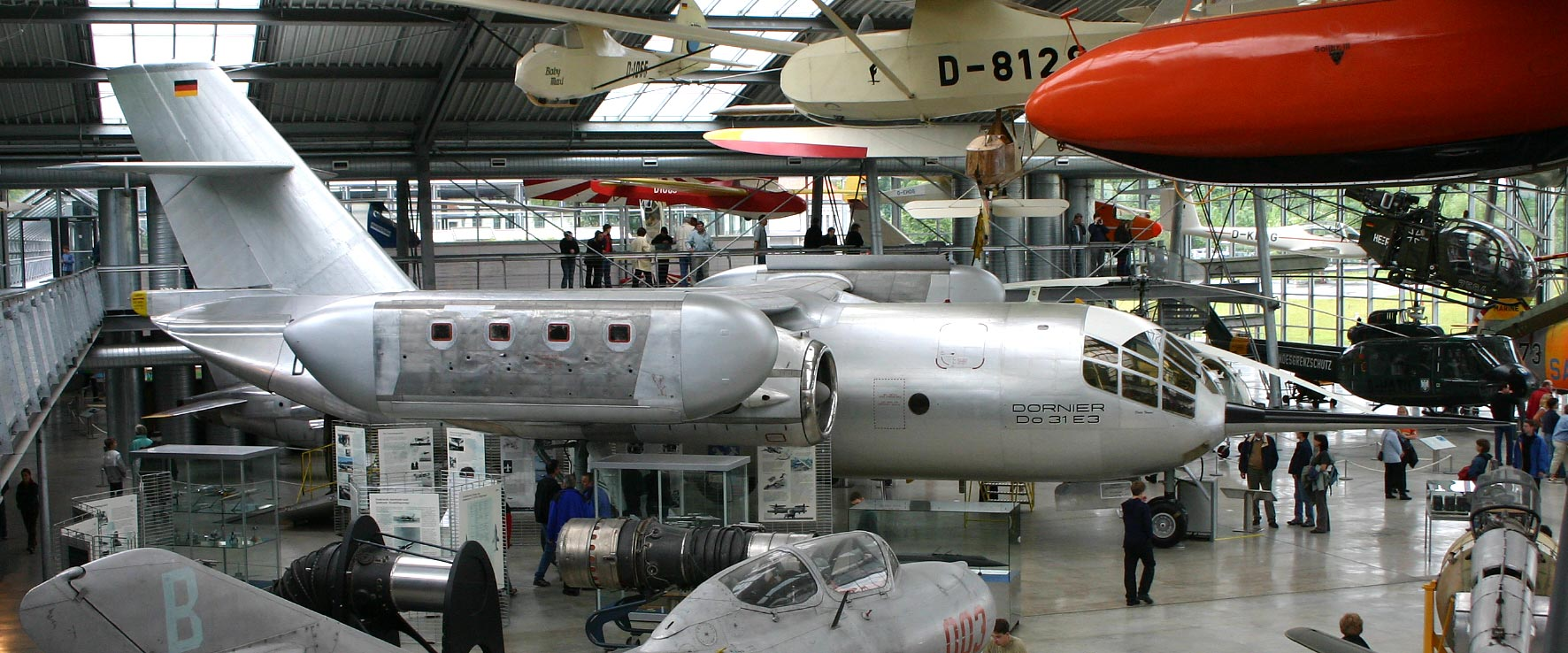
Do 31

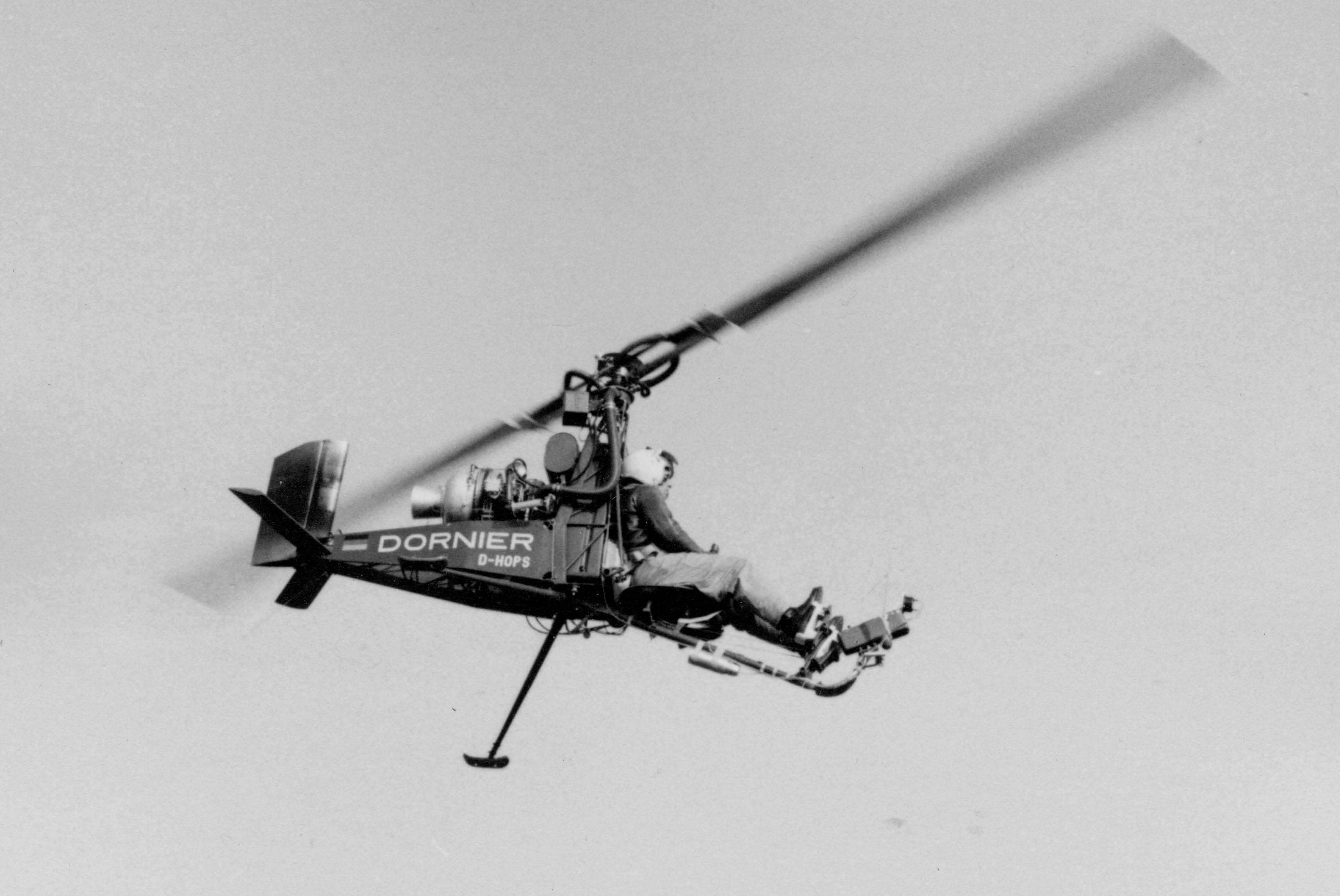
Do 32 im Steigflug

Nach dem verlorenen Krieg wurde der Wehrwirtschaftsführer Dornier zwar als „entlastet“ entnazifiziert, stand aber vor dem wirtschaftlichen Aus, da das Werk Manzell vollständig zerstört war. Weil der Flugzeugbau im Nachkriegsdeutschland zunächst verboten war, verlegte Dornier seinen Wohnsitz nach Zug (Schweiz) und ließ in Spanien die Do 25 entwickeln und produzieren.
In Deutschland begann der Neuanfang des Unternehmens in Lindau, Oberpfaffenhofen, Neuaubing und Immenstaad am Bodensee. In Lindau entwickelte die Lindauer Dornier GmbH noch vor der Aufnahme des Flugzeugbaus Webstühle und Textilmaschinen, die später Weltgeltung erlangten. Dornier konnte mit Kurzstartflugzeugen und Senkrechtstartern wieder an frühere wirtschaftliche Erfolge anknüpfen. In Langenargen wurden auf den von Claude Dornier während des Ersten Weltkrieges entwickelten Profilziehbänken Leichtbauprofile für den Flugzeugbau gefertigt. Die anderen Werke widmeten sich dem Flugzeugbau. 1962 zog sich Claude Dornier aus der Unternehmensführung zurück und übergab seinem Sohn Claudius die Leitung des Konzerns. Unter Claudius’ Führung entwickelte sich der Konzern kräftig weiter. 1964 feierte Dornier mit dem 80. Geburtstag Claude Dorniers auch das 50-jährige Bestehen seit der Gründung der Abteilung DO im Zeppelin-Konzern 1914. 1966 änderte Claude Dornier den Namen seines Unternehmens von Dornier-Werke GmbH in Dornier GmbH. 1969, nach dem Tod von Claude Dornier, wurde das Unternehmen Eigentum einer Erbengemeinschaft, bestehend aus seiner Witwe und seinen sechs Söhnen.
In dieser Zeit entstanden im Flugzeugbau zahlreiche eigene Muster – unter anderem: Do 27, BR 1150 Atlantic, Do 28 A/B und Skyservant, Do 29, Do 31, Do 32, Do 34, Dornier 128, Dornier 228, Alpha Jet, Alpha Jet TST, IA-63, Do 24 ATT. Ferner die Lizenzbauten Fiat G.91 und Bell UH-1D und die Ausrüstungsprogramme NATO AWACS und Breguet Atlantic Kampfwertsteigerung. In Oberpfaffenhofen wurde neben der Montage der Flugzeuge mit der Dornier Reparaturwerft GmbH erfolgreich die technisch logistische Betreuung und Reparatur der eigenen Modelle für die Bundeswehrflugzeuge Alpha Jet, UH-1D, Breguet Atlantic, AWACS und CL 601 Challenger und die Überholung und Reparatur von Lockheed C-130 für einige afrikanische Staaten betrieben. Neuaubing war das mechanische Fertigungszentrum, das sich auch sehr früh einen Namen in der Kunststofftechnik machte. In Germering wurde die Logistik für die Bundeswehrflugzeuge betrieben.
In den 1960er- und 1970er-Jahren wurden die speziellen Dienste (unter anderem Festigkeitsgutachten, Schalenrumpf) von Dornier auch von motorsportlich aktiven Firmen in Anspruch genommen. Überliefert sind BMW für seine Formel-2-Fahrzeuge und McNamara Racing.
Die Lindauer Dornier GmbH brachte 1967 die unter Peter Dornier entwickelte schützenlose Greifer-Webmaschine auf den Markt, die sich bald zu einem bis heute andauernden Welterfolg entwickelte.
Der Dornier-Konzern (einschließlich des Textilmaschinenbaus) zählte um 1980 rund 8400 Mitarbeiter.
Nach dem altersbedingten Ausscheiden von Claudius Dornier 1980 als Vorstandsvorsitzender wurde der Konzern durch die nicht zur Dornier-Familie gehörenden, aber ebenso erfolgreichen Vorstände Bernhard Schmidt und Karl-Wilhelm Schäfer im Sinne Claude Dorniers mit weiteren Innovationen und Diversifikationen weitergeführt.
Beim Airbus-Konsortium entwickelte Dornier anfangs mit (Rumpfheck und Leitwerk), schied dann 1970 wegen des hohen Eigenkapitalbedarfes aus, fertigte ab 1978 aber wieder im Unterauftrag Komponenten, so die hinteren Druckdome für die Airbus-Rümpfe, Landeklappen, Rumpfsegmente und Fußbodengerüste.
Auf Initiative von Silvius Dornier, dem damaligen Leiter der Entwicklung der Dornier-Werke GmbH, begann 1959 der Aufbau von weiteren Diversifikationsgebieten neben dem Textilmaschinenbau, zunächst die Entwicklung von unbemannten Flugkörpern und Zieldarstellungsgerät, Forschungsarbeiten zur Oberflächenphysik und Operations Research-Leistungen zur Unterstützung der Bundesmarine. Als 1962 das Nationale Raumfahrtprogramm der Bundesrepublik begann, kam die Raumfahrt als weiteres Arbeitsgebiet hinzu. Da die hier erforderlichen Arbeitsweisen von denen des Flugzeugbaus, des Hauptarbeitsgebietes der Gesellschaft, abwichen, gliederte Claude Dornier diese Gebiete 1962 in eine Tochtergesellschaft, die Dornier-System GmbH, aus. Diese Gesellschaft war in den Folgejahren der Motor der Diversifikation.
In der Raumfahrt entwickelte sich Dornier in der Folge zu einem der bedeutendsten Entwickler von wissenschaftlichen Satelliten und Raumsonden (einschließlich der Entwicklung von Satelliten-Experimenten).
In der Verteidigungstechnik bildeten zunächst Drohnensysteme (sowohl flächen- als auch rotorgetragen) und Schleppzielsysteme den Schwerpunkt, später ergänzt durch Führungs-, Waffeneinsatz- und Ausbildungssysteme, mobile Brücken und Teleskopmasten sowie schließlich auch Lenkwaffen. Mitte der achtziger Jahre hatte begann Dornier an einer Studie eines Tarnkappenflugzeugs Dornier LA-2000, mit Delta-Flügel im Format der McDonnell Douglas/General Dynamics A-12 und Schubvektorsteuerung.
Sowohl in der Raumfahrt wie in der Verteidigungstechnik wurden komplexe elektronische Komponenten benötigt. Das führte zum Aufbau eines eigenen großen Bereichs Elektronik, der neben Untersystemen für Raumfahrzeuge, Flugzeuge und Flugkörper auch Erzeugnisse wie Radarsysteme, Simulatoren, Umweltmessnetze, Kernkraftwerksfernüberwachungssysteme, Fernsteuersysteme für Rundfunksendernetze, Bildverarbeitungsgeräte und darauf aufbauende Auskunftssysteme, Geräte für Kartendigitalisierung oder auch ABS-Steuergeräte und elektronische Regelungen für Dieseleinspritzpumpen entwickelte und erfolgreich auf den Markt brachte.
Aus den ursprünglichen Forschungsarbeiten zur Oberflächenphysik ging ein großer Technologie-Bereich hervor, der insbesondere in der Energietechnik (Gasultrazentrifugen, Solarthermische Anlagen, solare Pumpen- und Kühlsysteme, Brennstoffzellen) und Umwelttechnik (Sicherheits- und Kontrolltechnik für kerntechnische Anlagen, Abwasserbehandlungssysteme) tätig war. Schließlich entstand hier aus Forschungsarbeiten zur Stoßwellenphysik der Nierensteinzertrümmerer, der Dornier die Medizintechnik als neues bedeutendes Arbeitsgebiet erschließen sollte.
Aus den ursprünglichen Operations-Research-Arbeiten für die Bundesmarine entstand ein Bereich Planungsberatung, der neben weiterlaufenden militärischen Planungsarbeiten Aufgaben der Regional-, der Umwelt- und Verkehrsplanung übernahm, Güterverteilzentralen auslagerte sowie Informationssysteme, Platzbuchungssysteme, Bestell- und Einkaufssysteme und Bank-Dialogsysteme errichtete und später als Dornier Consulting GmbH selbstständig wurde.
1985 wurde die Dornier-Medizintechnik GmbH gegründet, um dieses Geschäftsfeld unter eigenständiger Führung weiterzuentwickeln. Die Gesellschaft musste auf Wunsch der damaligen Gesellschaftermehrheit ihre Tätigkeit vom Raum Bodensee in den Raum München verlagern. Diese räumliche Trennung vom Entwicklungszentrum am Bodensee erschwerte in der Folge die Entwicklung von Lithotripsie-Produkten der zweiten Generation, mit den entsprechenden negativen wirtschaftlichen Auswirkungen.

### Das langsame Ende in der Ära Daimler-Benz
In den Jahren 1984/85 konnten sich die einzelnen Stämme der Erbengemeinschaft nicht über die zukünftige Ausrichtung der Gesellschaft einigen. Nach einigem Hin und Her in den Führungsetagen übernahm 1985, vermittelt durch den damaligen Ministerpräsidenten Baden-Württembergs Lothar Späth, die Daimler-Benz AG die Mehrheit und Führung bei Dornier. Beteiligt blieben mit ca. 22 % Silvius Dornier und der Erbenstamm Claudius Dornier mit ca. 10 %. Der Lindauer Textilmaschinenbau schied aus dem Dornierverbund aus und wurde im Eigentum von Peter Dornier als Lindauer DORNIER GmbH eigenständig weitergeführt. Das Eingreifen der Politik war auf Drängen des Betriebsrats insofern – wenn auch vorsorglich – notwendig, weil die Erben Dorniers in ihrer Zerstrittenheit der Verantwortung für das Werk und die darin beschäftigten Menschen nicht nachkamen. Justus und Christoph Dornier schieden als Miteigentümer aus. Justus widmete sich eigenen Flugzeugprojekten (SC01 B-160, Gyroflug Speed Canard) am Flugplatz Mengen. Die Erben von Donatus Dornier, vertreten durch seine Witwe Ellen Dornier, verkauften weitgehend und behielten nur eine Stimmminorität.
Diese Übernahme durch die Daimler-Benz AG sicherte dem Werk eine trügerische Zukunft. Die Finanzkraft von Daimler-Benz ermöglichte sowohl die Entwicklung und den Bau des 30-sitzigen Turboprop-Verkehrsflugzeugs Do 328 als auch umfangreiche Investitionen wie den Bau eines neuen Werkes in Immenstaad (Dornier 2) und neuer Montagehallen in Oberpfaffenhofen.
Zu den traditionellen Arbeitsgebieten der Dornier-Gruppe traten nun auch kraftfahrzeugbezogene Leistungen.
Arbeiten zur Automobil-Aerodynamik hatte Dornier sowohl für Daimler-Benz als auch für zahlreiche andere in- und ausländische Unternehmen der Kfz-Industrie schon bisher ausgeführt. Dazu kamen jetzt weitere Leistungen für die Daimler-Benz-Entwicklung, wobei insbesondere die Arbeiten zur Kfz-Elektronik hervorzuheben sind. Die Dornier-Forschung arbeitete an Konzepten für wasserstoffgetriebene Kraftfahrzeuge. Für den US-Markt wurden mobile Lithotripsie-Behandlungseinrichtungen unter Verwendung von Freightliner-Trucks des Daimler-Benz-Konzerns geschaffen. So entwickelte sich auf einer Reihe von Gebieten eine Zusammenarbeit zwischen Dornier und dem originären Daimler-Benz-Arbeitsgebiet.
Die operative Selbstständigkeit Dorniers blieb dabei auf die besondere Initiative des Aufsichtsratsvorsitzenden Edzard Reuter gewahrt, sodass Dornier in den Folgejahren auch auf seinen angestammten Geschäftsfeldern erfolgreich weiterarbeiten konnte.
1988 wurden die Luftfahrtaktivitäten der Dornier-Gruppe, die sowohl räumlich als auch gesellschaftsrechtlich zersplittert waren, in der Dornier-Luftfahrt GmbH zusammengefasst. Dies war eine Reaktion auf den Rückgang des Militär-Geschäftes und die angesichts der Risiken überragende wirtschaftliche Bedeutung der zivilen Flugzeug-Familien Dornier 128, Dornier 228 und insbesondere Dornier 328 für die Zukunft des Unternehmens, die eine einheitliche, nur auf dieses Geschäftsfeld bezogene Führung und Organisation erforderten, um den notwendigen Erfolg zu sichern.
In der Dornier GmbH als Obergesellschaft der Dornier-Gruppe wurden gleichzeitig alle Nichtluftfahrt-Arbeitsgebiete (Raumfahrt, Verteidigungstechnik, Elektronik, Neue Technologien, Planungsberatung usw.) außer der Medizintechnik zusammengefasst.
Der Erfolg der Dornier-Gruppe in den Jahren 1985–1989 manifestiert sich in einem Anstieg der Zahl der Beschäftigten von 8.722 (31. Dezember 1985 – nach dem Ausscheiden der Lindauer Dornier GmbH) auf 10.242 (31. Dezember 1989) und einem entsprechenden Anstieg der Gesamtleistung. Der Anteil der Luftfahrt betrug 1989 noch 38 % der Gesamtleistung, was die inzwischen sehr hohe wirtschaftliche Bedeutung der Diversifikationsgebiete für die Dornier-Gruppe unterstreicht.
Nach der Übernahme der Messerschmitt-Bölkow-Blohm GmbH (MBB) durch die Daimler-Benz AG im Jahre 1989 erfolgte eine größere Umorganisation des Daimler-Benz-Konzerns, die außerordentlich gravierende Auswirkungen auf Dornier haben sollte, sodass die 75-Jahr-Feier in diesem Jahr ein Abgesang auf die alte Dornier-Tradition wurde. Während in der Daimler-Benz AG als konzernführender Holding zahlreiche Funktionen zentralisiert wurden und sie sich strategische Entscheidungen auf allen Geschäftsfeldern vorbehielt, wurde in der Zwischenholding Deutsche Aerospace AG (DASA) die operative Führung der Unternehmen Dornier, MBB, MTU und Telefunken Systemtechnik GmbH (TST) zusammengefasst. Jürgen Schrempp wurde Vorstandsvorsitzender der DASA und Aufsichtsratsvorsitzer von Dornier. Wegen zahlreicher Überschneidungen zwischen den Arbeitsgebieten der DASA-Unternehmen wurde ab 1990 nach einem divisionalen Konzept umgegliedert.
So wurde der militärische Luftfahrzeugbau/Betreuung mit den Teilen von MBB vereint und nach Manching und Ottobrunn verlagert. Die zivile Luftfahrzeugentwicklung wurde aus Friedrichshafen abgezogen und unter der Dornier Luftfahrt GmbH in Oberpfaffenhofen konzentriert. Die Werksteile in Neuaubing und Germering wurden ebenfalls verlagert und geschlossen. Trotz Warnungen durch den damaligen Dornier-Vorstand Schäffler übernahm Daimler-Benz zusätzlich den damals bereits angeschlagenen niederländischen Flugzeugbauer Fokker und wollte eine Sparte Regionalflugzeugbau in Europa unter einem Dach schmieden.
Ähnliche Anpassungen und Zusammenlegungen gab es in der Raumfahrt und Elektronik. Die Dornier-Medizintechnik GmbH wurde nach einiger Zeit verkauft. Teile der Elektronik gingen auch in die Firmen TEMIC und Nortel Networks über. Die Informationsverarbeitung bildete einen Kern der debis, heute T-Systems. Die Forschung kam direkt zu Daimler-Benz, verblieb aber noch bis 2004 in Immenstaad. Der Windkanal wurde stillgelegt und mehr oder minder ausgelastet von drei Mitarbeitern in eigener Regie weiterbetrieben. Die Mitarbeiterzahl insgesamt schrumpfte kräftig.
In der Öffentlichkeit war Dornier hauptsächlich durch die von Martine Dornier-Tiefenthaler geführten Rechtsstreite zwischen den Dornier-Erben und Daimler-Benz präsent. Diese Prozesse konnten die Zerschlagung der Dornier-Werke zugunsten der bayerischen DASA-Teile nicht aufhalten, sicherten den Dornier-Erben aber die Gewinnbeteiligungen und weitere Entschädigungen, ohne allerdings die ehemaligen Dornier-Arbeitsplätze zu halten. Sie führten lediglich dazu, dass der Schriftzug Dornier GmbH neben dem DASA-Schriftzug (und später auch bei EADS) auf Schriftstücken und Dokumenten geführt werden musste. Die Mitarbeiter verblieben bei der Dornier GmbH und wurden nicht in die DASA überführt.
Die politische Entspannung nach dem Ende des Kalten Kriegs zwang zu neuen Anpassungen: Die DASA und große Teile der europäischen Luftfahrt-, Raumfahrt- und Verteidigungsindustrie schlossen sich zur EADS zusammen. Die Dornier GmbH bestand in diesem Verbund noch bis 2004 als juristische Konstruktion (sogenannte hohle Firma, zwar mit benanntem Vorstand, aber voll betriebsgeführt durch die EADS) zur Bilanzierung der Gewinne für die verbliebenen Anteilseigner aus der Dornier-Familie und wurde, nachdem diese ihre letzten Anteile an DaimlerChrysler abgegeben hatten, voll – einschließlich der Mitarbeiter – in die EADS integriert. Viele der von Dornier aufgebauten Geschäftsfelder bilden heute Tätigkeitsschwerpunkte in den bayerischen Werken der EADS. Die alten Standorte Neuaubing, Oberpfaffenhofen und Friedrichshafen/Immenstaad wurden entweder aufgegeben oder sind stark geschrumpft. Die Dornier-Werke als eigene operative Gesellschaft gibt es somit nicht mehr. Im Jahr 2005 gingen wesentliche Fertigungskapazitäten der Raumfahrt nach Frankreich. Anfang 2006 wurde zum Beispiel der Werkszaun im Werk 2 in Immenstaad entfernt und die Gebäude als Industriepark und Lagerhallen auf dem freien Markt angeboten. Im Werk 1 sind ebenfalls viele Fremdfirmen beheimatet. Die Werke in Oberpfaffenhofen und Neuaubing gehören nicht mehr zur EADS. Erst viel später erkannte die EADS den Wert eines Systemhauses, wie es Dornier war, und ist heute bemüht, die Form der ineinandergreifenden, sich gegenseitig stützenden Technologie- und Tätigkeitsfelder wieder aufzubauen.
Dornier war Nukleus für eine Reihe bekannter und erfolgreicher Firmen durch Outsourcing und Übernahme von Mitarbeitern in und um Friedrichshafen. Erster war der Dornier-Ingenieur Erwin Hymer, der schon 1962 die Leiternfertigung des Dornier-Werkes Neuaubing übernahm und die Hymer Leichtmetallbau GmbH & Co KG in Wangen im Allgäu gründete. Später führte Erwin Hymer dann auch das elterliche Unternehmen (Wagnerei und Karosseriebau), das er als Hymer AG zum Caravan- und Reisemobilhersteller von Weltgeltung weiterentwickelte.
Die Dornier GmbH ist im Handelsregister weiter eingetragen. Sie fungiert jedoch nur noch als Verwaltungsgesellschaft, die mit 21,7 % an der EADS Deutschland GmbH beteiligt ist. Gleichzeitig ist sie Eigentümer der Real Estate EADS Dornier GmbH, welche die Grundstücke und Gebäude der ehemaligen Dornier Werke in Immenstaad betreut.
Die Dornier Flugzeugwerft (DFW) in Manching mit etwa 200 Mitarbeitern ging aus Teilen der ehemaligen Dornier Reparaturwerft (DRW) in Oberpfaffenhofen hervor und existierte vom 1. Januar 2006 bis zum 1. April 2010 als hundertprozentige Tochter der EADS. Seitdem wurde sie voll in die EADS integriert und ist nicht mehr eigenständig. Das Unternehmen fungierte zunächst als Auftragnehmer des AWACS- und Breguet-Atlantic-Betreuungsgeschäfts, dessen Verträge sich bei der Verlagerung von Oberpfaffenhofen nach Manching nicht juristisch von Dornier auf die EADS ohne neuerliche und konkurrenzierende Ausschreibung übertragen ließen. Die Arbeiten an den genannten Flugzeugen werden daher von der EADS im Unterauftrag der DFW ausgeführt. So hat die DFW im Mai 2006 auch den Betreuungsauftrag der P3-C-Marine-Überwachungs-Flugzeuge in Ergänzung des Breguet Atlantic-Rahmenvertrages erhalten und nicht die EADS direkt, was zu einer Aufwertung und Personalaufstockung dieser Firma führte.

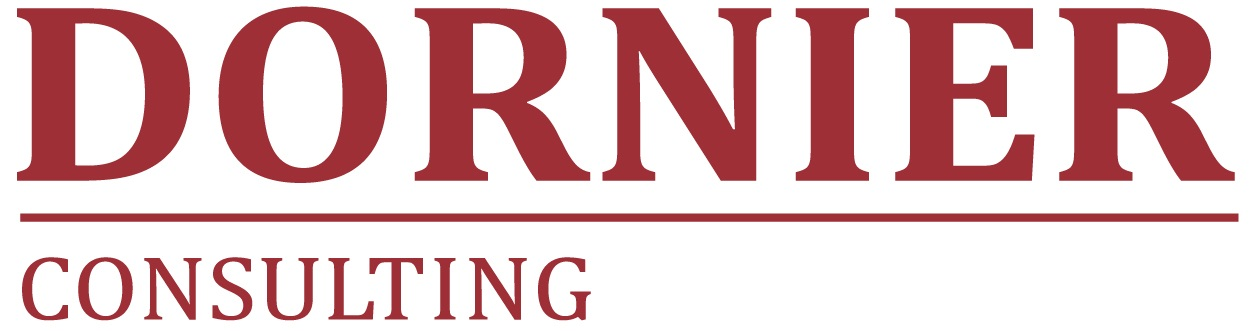
Dornier-Consulting-Logo (2011)

Nur die Dornier Consulting GmbH mit Sitz in Berlin besteht heute noch als eigenständige operative Gesellschaft mit rund 300 Mitarbeitern. Im Rahmen der Übernahme von Dornier durch Daimler-Benz wurde die Dornier Planungsberatung als Geschäftsbereich weitgehend verselbstständigt, 1995 mit der Rechtsform einer GmbH als eigenes Unternehmen eingetragen und durch DaimlerChrysler Services (ehemals debis) geführt; damals wurden die Mobilitätsdienstleistungen des damaligen Daimler-Benz-Konzerns mit eingebracht. Im Jahr 2000 mit Gründung der EADS wurde sie dann hundertprozentige Tochter der EADS Deutschland GmbH.
Im Jahr 2011 betreute das Unternehmen mehr als 100 Projekte in 25 Ländern mit einem Projektvolumen von etwa 30 Milliarden Euro und ist heute ein internationales Beratungs- und Projektmanagementunternehmen mit Tochtergesellschaften bzw. Niederlassungen unter anderem in Berlin, München, Sindelfingen, Abu Dhabi, Riad, Moskau und Khartum.

### Weitere Geschichte der Dornier Luftfahrt GmbH nach der Übernahme durch Fairchild

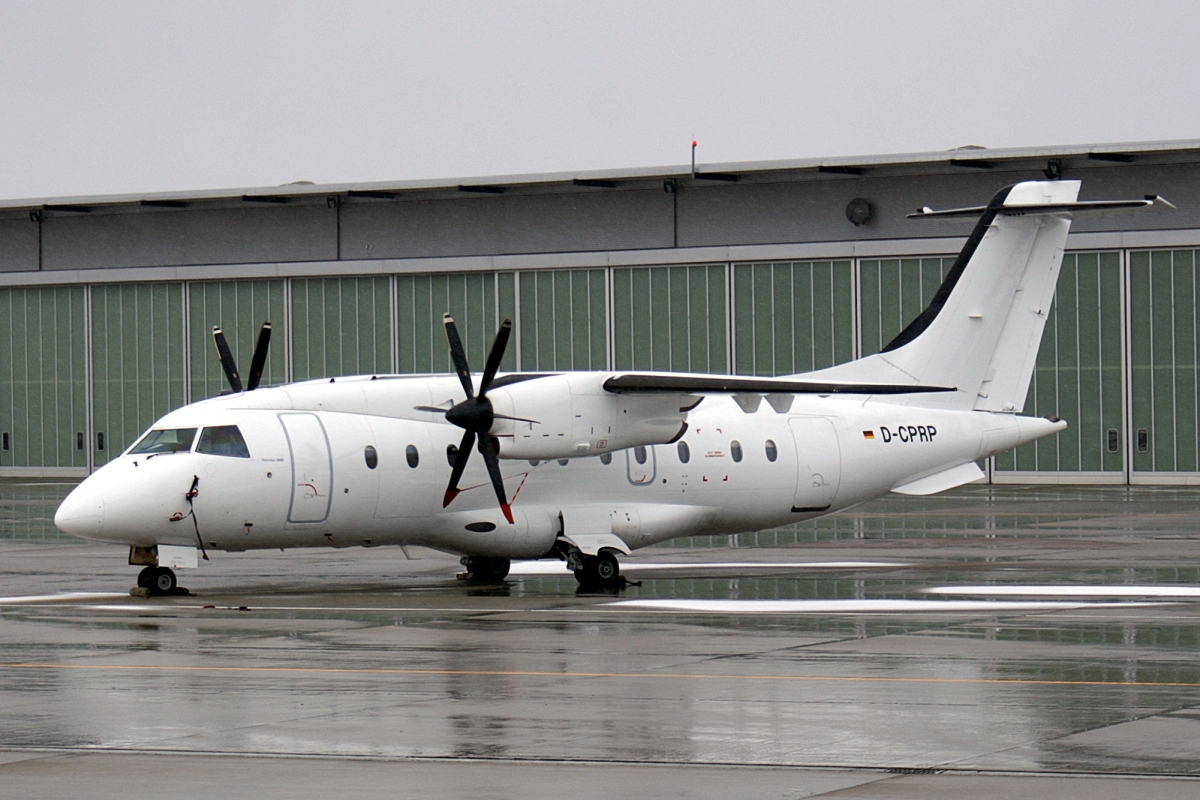
Do 328-100

Nach dem Desaster mit Fokker gab Daimler-Benz die Pläne eines europäischen Regionalflugzeugbaus auf, erkannte die besondere Problematik dieses Marktes und suchte einen markterfahrenen Partner für die Dornier Luftfahrt GmbH. Der Dornier-Kader war, weil er sich gegen die Fokker-Übernahme ausgesprochen hatte, ausgetauscht oder hatte die Firma verlassen. Im Jahr 1996 wurde die Dornier Luftfahrt GmbH dann von Fairchild Aviation übernommen, die sich in Fairchild Dornier umbenannte und die 328 als 328JET mit Strahlantrieb weiterentwickelte. Im Rahmen der Sonderabschreibung mit Fokker hatte Daimler-Benz die bis dahin aufgelaufenen Entwicklungskosten an der Do 328 übernommen, so dass das Unternehmen auf soliden Füßen stand und die Fortentwicklung vorantreiben konnte. Fairchild strich auch zeitweise den Dornier-Namenszusatz am Flugzeugmuster und nannte das Flugzeug Fairchild 328, führte ihn aber aus Imagegründen wieder ein. Die Dornier GmbH/DASA blieb anfangs noch mit 20 % an der neuen Gesellschaft beteiligt, trennte sich später aber von dem Anteil.
Im Jahr 1999 wurde das Unternehmen ohne Änderung des Namens an Clayton, Dubilier & Rice, die Allianz-Tochter Capital Partners und ein deutsches Bankenkonsortium verkauft. Es verfolgte in der Zeit die 528-, 728- und 928-Programme und legte zuerst das 728-Programm auf.
Als Folge der Luftfahrtkrise durch die Terroranschläge am 11. September 2001 musste Fairchild Dornier 2002 Insolvenz beantragen, da beim 728-Entwicklungsprogramm die Optionen wegbrachen – die Lufthansa zog ihre 60 Optionen zurück – und die Verkäufe stagnierten. Es hatten sich mehr als 3 Milliarden Euro Entwicklungskosten nunmehr ohne Aussicht auf Mittelrückfluss angehäuft. Da es dem Insolvenzverwalter nicht gelang, für das Gesamtunternehmen einen Käufer zu finden, wurden Teilbereiche veräußert. Das Schicksal des traditionsreichen Unternehmens Dornier am Standort Oberpfaffenhofen war damit besiegelt. Avcraft kaufte das 328-Programm, der chinesische Mischkonzern D'Long das 728-Programm. Beide Erwerber mussten schon bald ebenfalls Insolvenz anmelden. Im Unterschied dazu entwickelten sich die von dem Schweizer RUAG-Konzern übernommenen Betriebsbereiche Flugzeugwartung (RUAG Aerospace Services GmbH) sowie Airbus-Komponentenfertigung (RUAG Aerospace Structures GmbH) von Anfang an gut. Mit einem Umsatz von weit über 100 Millionen Euro leisten die RUAG-Firmen heute einen wichtigen Beitrag zum Erhalt und zur Weiterentwicklung des Luftfahrt-Standorts Oberpfaffenhofen.
Im Jahr 2003 gründete der Personalchef von Fairchild Dornier, Rudolf A. Müller, die Personalfirma DO-Professional Services GmbH als Gesellschaft der GECI Gruppe, um die hochqualifizierten Dornier-Mitarbeiter trotz der Insolvenz in Beschäftigungsverhältnissen zu halten. Der Firmenname und auch das Firmenlogo sollen die Verbundenheit zu Dornier ausdrücken. Aufgrund der Ursprünge des Unternehmens ist die Firma bis heute ausschließlich auf Personaldienstleistungen in der Luft- und Raumfahrtindustrie spezialisiert.
Am 5. November 2007 teilt die RUAG mit, dass sie ab 2009 die Serienfertigung der Dornier 228-212 wiederaufnehmen wolle, weil sich ein Bedarf dieses Modells als Meeresüberwachungsflugzeug (Ausrüstung mit Sensoren) abgezeichnet hatte. Zwei Flugzeuge wurden für die niederländische Küstenwache aus Ersatzteilen schon aufgebaut und ausgeliefert.
Mit der Versteigerung der Firmenreste von Fairchild Dornier im Februar 2005 gehört damit ein Stück der deutschen Luftfahrtgeschichte der Vergangenheit an. Versteigert wurden dabei unter anderem zwei Dornier-728-Prototypen. Einer wurde vom Deutschen Zentrum für Luft- und Raumfahrt (DLR) ersteigert, um Kabinenströmungen und Akustik zu testen. Der andere Prototyp ging an einen ehemaligen Dornier-Mitarbeiter aus Berg. Weiterleben wird am Standort Oberpfaffenhofen jedoch die Abteilung Flugversuch, die von der IABG im Vorfeld der Versteigerung erworben wurde.
Die neuen Fertigungsanlagen, auf denen lediglich drei Prototypen der 728 gebaut worden waren, wurden demontiert und verschrottet. Im Jahr 2005 wurde auch von der Firma Avcraft ein Insolvenzantrag gestellt, und von den ehemals 350 Mitarbeitern waren in der Folge noch 25 für den Insolvenzverwalter tätig.
Im Januar 2006 wurde die 328 Support Services GmbH als Herstell- und Wartungsbetrieb gegründet und übernahm das Do-328-Programm aus der Insolvenzmasse von Avcraft. Die letzten Fertigungsanlagen der Endmontagelinie in Oberpfaffenhofen wurden abgebaut und verschrottet, da nicht geplant war, die Serienproduktion aufrechtzuerhalten. Der Erwerb der Verantwortung des Typenzertifikats und aller Lagerbestände ermöglichte aber die weitere Betreuung der Flotte von rund 300 fliegenden Do-328-Propeller- und Jet-Flugzeugen. Ab diesem Zeitpunkt wurde eine neue Infrastruktur rund um das 328-Baumuster aufgebaut: 2009 wurde die 328 Design GmbH als verantwortliche Design-Organisation gegründet, 2013 erhielt sie die Zulassung als Trainings-Organisation. Seit 2006 stieg die Zahl der Mitarbeiter, die nahezu ausschließlich mit der Betreuung der Do 328 beschäftigt sind, auf etwa 150.
Im Februar 2015 wurde die 328 Support Services GmbH als hundertprozentige Tochter durch die Sierra Nevada Corporation übernommen.

### Weitere Projekte unter dem Namen „Dornier“
Parallel sind weitere Flugzeugprojekte unter dem Namen Dornier mehr oder minder erfolgreich geführt worden bzw. werden noch geführt. Es handelt sich hier um eigenständige Projekte von Dornier-Nachkommen ohne Verbindung zu der beschriebenen Dornier Luftfahrt GmbH und Nachfolgeunternehmen wie zum Beispiel die Seastar von Claudius Dornier.
Am 14. Juli 2007 hob die Dornier S-Ray 007 auf dem Flughafen Friedrichshafen zum Erstflug ab. Sie war ein modernes Amphibienflugzeug in Faser-Kunststoff-Verbundbauweise (GFK, CFK) in der Klasse der Dornier Libelle. Entwickelt wurde dieses Flugzeug von der Firma Dornier Technologie aus Uhldingen-Mühlhofen am Bodensee, die Silvius Dornier gegründet hatte und die nunmehr seinem Sohn Iren gehört. Die Firma war ein Sammelbecken ehemaliger Dornier-Entwickler, die entweder die von Daimler-Benz geführten Verlagerungen nicht mitgemacht hatten oder von Fairchild zurückgekommen waren. Zu dem seit 2007 geplanten Serienbau ist es aber bisher noch nicht gekommen. Iren Dornier betreibt auch die DO 24 ATT zu Schauflügen.

## Dornier Delta

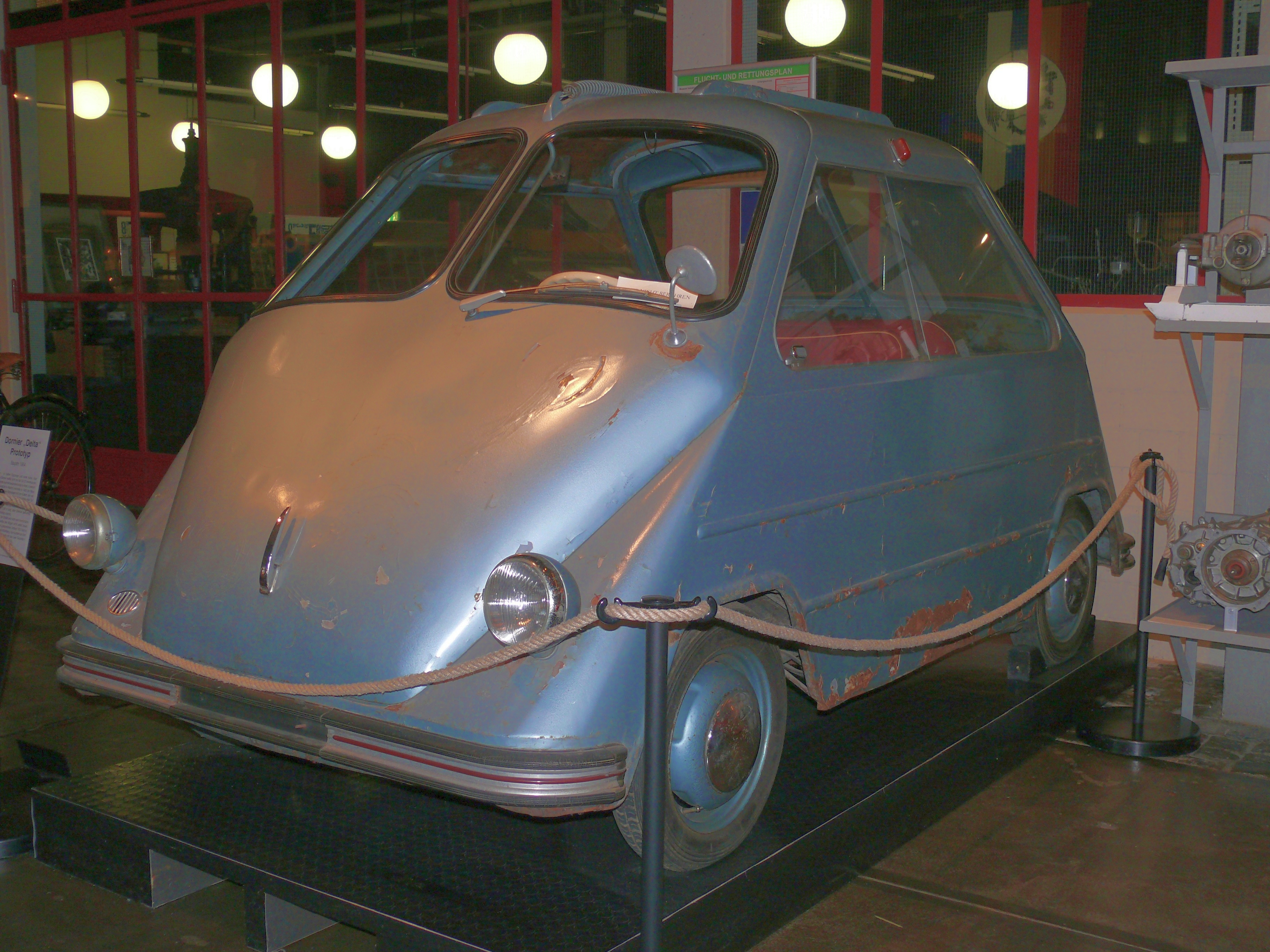
Prototyp Dornier Delta

Claude Dornier war stets bemüht, die Abhängigkeit des Unternehmens vom Flugzeugbau zu minimieren, was sich durch die beschriebene erfolgreiche Diversifikation zur Entwicklung und Produktion von Webstühlen zeigte; außerdem nutzte er Auslastungslücken, um technische Innovationen zu realisieren. Sein Sohn Claudius initiierte und leitete Anfang der 1950er-Jahre noch vor der Freigabe des Flugzeugbaus in Deutschland durch die Alliierten die Konstruktion eines viersitzigen Kleinwagens, bei dem die beiden vorderen und die beiden Fondpassagiere Rücken an Rücken saßen und so das Platzangebot optimal nutzten. Ein Prototyp wurde gebaut und erprobt, der den Namen Dornier Delta erhielt. Bei den Kalkulationen zeigte sich, dass die Dornier-Werke dieses Fahrzeug nicht zu einem marktgerechten Preis hätten bauen können; außerdem war das Programm Do 27 bereits angelaufen. Die in Fließbandfertigung erfahrene Zündapp übernahm die Lizenz, sie baute und vertrieb das Fahrzeug dann als Zündapp Janus. Das Fahrzeug brachte mit Hydraulikbremsen, belüfteten Bremstrommeln und Einzelradaufhängung (vorn Schwingen, hinten Pendelachse) moderne Elemente und Komfort in diese Fahrzeugklasse, die allerdings wegen des geringen Preisunterschieds zur Mittelklasse unattraktiv erschien. So wurde das Fahrzeug kein Markterfolg, auch ging der Trend mit dem einsetzenden Wirtschaftswunder zu größeren Fahrzeugen.
Mitte der 1960er Jahre entwickelte Claudius Dornier zusammen mit Erwin Hymer das als Stadtwagen gedachte Rollermobil Dornier Delta II. Das Fahrzeug war 2,20 Meter lang, 1,43 Meter breit, 1,58 Meter hoch und bot Platz für zwei Personen. Es hatte Schiebetüren für einen unbeschwerten Ein- und Ausstieg auch auf kleinstem Parkraum und einen Wendekreis von 6,80 Metern. Der Motor war ein luftgekühlter Zweizylinder von Steyr-Puch unter dem Kofferraum im Heck; Hubraum 643 cm³, Leistung 23 PS. Die Höchstgeschwindigkeit lag laut Werksangabe bei 90 km/h. Bei den Olympischen Sommerspielen 1972 waren drei dieser Kleinstwagen mit Elektromotor als Begleitfahrzeuge des Marathonlaufs eingesetzt. Die Entwicklung kam jedoch sowohl mit Verbrennungs- als auch mit Elektromotor nicht über das Prototypenstadium hinaus; jeweils drei Fahrzeuge wurden gebaut.

## Flugzeuge und Projekte
Die Bezeichnungen bei Dornier:
Bis zur Einführung der für die ganze deutsche Luftfahrtindustrie geltenden einheitlichen Bezeichnungsweise für deren Flugzeugmuster ab 1933 durch das Dritte Reich hatte Dornier neben der Unterscheidung durch Buchstaben, wie zum Beispiel Do P oder Do J für den Wal, noch Anhängsel verwendet, die aus drei Buchstaben bestanden. Der erste – stets groß geschrieben – ließ den Hersteller der eingebauten Motoren erkennen, so beispielsweise B für BMW, S für Siemens, R für Rolls-Royce, G für Gnôme-Rhône oder P für Packard. Der zweite Buchstabe – immer klein geschrieben – deutete auf die Verwendung hin, also a für zivile, i für militärische Zwecke oder o für Posteinsatz. Als letzter – ebenfalls klein geschrieben – stand ein l für Land- bzw. ein s für Seeflugzeuge. Die Bezeichnung Do P Sil bedeutet somit, dass das Flugzeug Siemens-Motoren hatte, für militärische Verwendung vorgesehen und ein Landflugzeug war.
Bei der staatlichen Zuweisung einheitlicher Musterbezeichnungen konnten Dornier und auch Rohrbach ihre bisher verwendeten Firmenkürzel als einzige behalten, während alle anderen Firmen neue, ebenfalls von den Firmennamen abgeleitete Kürzel, wie Ju, He, Me usw. erhielten. Dornier gab sich intern noch eine weitere Regelung, indem alle geraden Musternummern – beginnend mit Do 10 – für Seeflugzeuge verwendet wurden, während die Landflugzeuge die ungeraden Zahlen erhielten. (Hinweis: Die Do 10 war ursprünglich ein Seeflugzeug, das dann später zum Landflugzeug umkonstruiert wurde. So konnte auch der Wal als Seeflugzeug nicht die gelegentlich in der Literatur geläufige Nummer 15 gehabt haben, sondern nur die 16.) Von dem ganzen, Dornier damals zugeteilten Nummernblock wurden noch während des Zweiten Weltkrieges mit Do 26 die höchste Zahl für ein Seeflugzeug und mit Do 23 für ein Landflugzeug verwendet. So konnten die ersten Bezeichnungen für Dornierflugzeuge nach dem Krieg mit Do 25, Do 27, Do 28 und Do 29, Do 30 bis Do 34 mit den damals nicht verwendeten Zahlen an die frühere Tradition wieder anknüpfen, wobei sie aber die Unterteilung für Seeflugzeuge nicht mehr beachteten. Eine weitere Abkehr gab es bei den Bezeichnungen für Lizenzbauten und internationale Programme, die ihre ursprünglichen Namen auch bei der internen Bearbeitung behielten. Die Bezeichnung Dornier 228 geht noch auf die zweite Weiterentwicklung der Do 28 zurück, die Dornier 328 war dann doch ein neues Baumuster, man behielt aber zur Verkaufsförderung die 28er-Reihe bei.
| Vor 1933 | 1933 bis 1945 | 1945 bis Heute | Projekte von Nachkommen               |
| --- | --- | --- | ------------------------------------- |

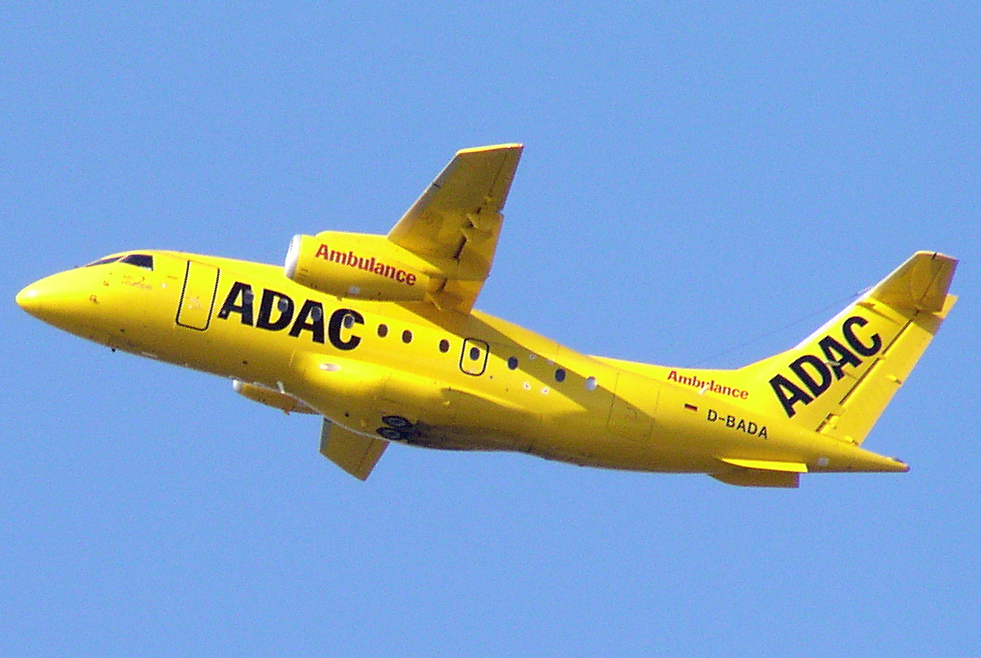
Dornier 328JET

| - Dornier Rs I - Dornier Rs II - Dornier Rs III - Dornier Rs IV - Dornier Gs I - Dornier Spatz - Dornier Do A (Libelle I und II) - Dornier Do B (Komet III, Merkur I und II) - Dornier Do C - Dornier Do C III (Komet I und II) - Dornier Do D - Dornier E/I und E/II - Dornier Do G - Dornier Do H - Dornier Do J (Wal) - Dornier Do K - Dornier Do L (Delphin I, Ia, II, III) - Dornier Do Y - Dornier Do N - Dornier Do P - Dornier Do Q - Dornier Do R - Dornier Do S - Dornier Do T - Dornier Do U - Dornier Do V - Dornier Do X | - Dornier Do 10 (Do C4) - Dornier Do 11 (Do F) - Dornier Do 12 (Libelle III) - Dornier Do 13 - Dornier Do 14 - Dornier Do 15 (Do J) - Dornier Do 16 - Dornier Do 17 - Dornier Do 18 - Dornier Do 19 - Dornier Do 20 - Dornier Do 22 - Dornier Do 23 - Dornier Do 24 - Dornier Do 26 - Dornier Do 212 - Dornier Do 214 - Dornier Do 215 - Dornier Do 216 - Dornier Do 217 - Dornier Do 317 - Dornier Do 318 - Dornier Do 335 - Dornier Do 417 - Dornier Do 435 - Dornier Do 635 - Dornier Do P.85 - Dornier Do P.184 - Dornier Do P.231 - Dornier Do P.247 - Dornier Do P.252 - Dornier Do P.254 | - Dornier Do 24 ATT - Dornier Do 25 - Fiat G.91 Lizenzbau - Dornier Do 27 - Breguet Atlantic (Beteiligung) - Dornier Do 28 - Dornier Do 29 - Dornier Do 30 - Dornier Do 31 - Dornier Do 32 - Dornier Do 33/KAD - Dornier 128 - Bell UH-1D - Dornier Do 34 - Geamos/Seamos - Spähplattform - Dornier 228 - Alpha Jet - IA 63 - AWACS Installation und Test der Ausrüstung - Ausrüstung Open Skies - EuroHawk Planung und Projektierung - Faltfestbrücke - Dornier 228 LM - Dornier Do 231 - Dornier 328 - Dornier 428 - Dornier 528 - Dornier 728 - Dornier 928 - Projekt 621 - Projekt Do 132 - Projekt P 406 - Projekt P 410 - Erderkundungssatellit ERS-1 - Röntgensatellit - Aeronomiesatelliten AEROS-A und B - International Sun-Earth Explorer ISEE 2 - Sonnensonde ULYSSES - Faint Object Camera (FOC) für Hubble-Weltraumteleskop - IPS Instrument Pointing System für Spacelab - CL 289 - Aerodyne - Bahnsimulator - Transportables Hospital - Nierenlithotripter - Mobiler Mast - Trainingssysteme - Targets, bemannt/unbemannt - Digitale Kartensysteme - AIES - DoSAR - Lizenz Stinger - Webstühle - MTC II - Mini Drohne - TST Experimentalflugzeug | - Dornier Seastar - Dornier S-Ray 007 |

## Dornier-Museum
Im Dezember 2005 begründeten Silvius Dornier und die DaimlerChrysler AG die Dornier-Stiftung für Luft- und Raumfahrt mit einem Stiftungsvermögen von neun Millionen Euro. Sie ist Trägerin des Dornier-Museums, das historische Bestände, die Technologie des Flugzeugbaus und die Geschichte der Dornier-Werke mit Bezug zur Zeitgeschichte ab Juli 2009 öffentlich darstellt. Das Museum befindet sich direkt am Flughafen Friedrichshafen. Zu den Ausstellungsstücken im Innen- und Außenbereich zählen unter anderem neben einem Nachbau der Dornier Wal und der Merkur eine Dornier Do 31, eine Do 29, eine Dornier 228, eine Dornier 328, eine Dornier Do 27, eine Fiat G.91, eine Br 1150 Breguet Atlantic (Kennzeichen 61+04) in der MPA-Version sowie ein Alpha Jet.

## Gedenkstätten
Im Bodenseekreis wird an vier Gedenkstätten an elf ehemalige Dornier-Mitarbeiter erinnert, die ihr Leben in Dornier-Flugzeugen verloren: Am 5. Juli 1934 kamen Franz Schlotter, Wilhelm Boehnke und Karl Kobel beim Absturz ihrer Do 11 bei Argenhardt und Erich Haal, Hans Kemmer, Heinrich Hommel und Erich Brinkenhauer beim Absturz ihrer Do 13 im Tettnanger Wald ums Leben. Flugzeugführer Gustav Brinkmann und sein Monteur Otto Brinkmann stürzten am 9. Januar 1935 vor Manzell in den Bodensee, am 11. Oktober 1938 stürzten Rolf Köppe und sein Bordmonteur Eugen Bausenhard mit ihrer Do 217 VI nahe Tettnang ab. Die Gedenkstätten werden seit 1999 mit finanzieller Unterstützung der Firma Cassidian durch Dornier-Jungsenioren gepflegt.

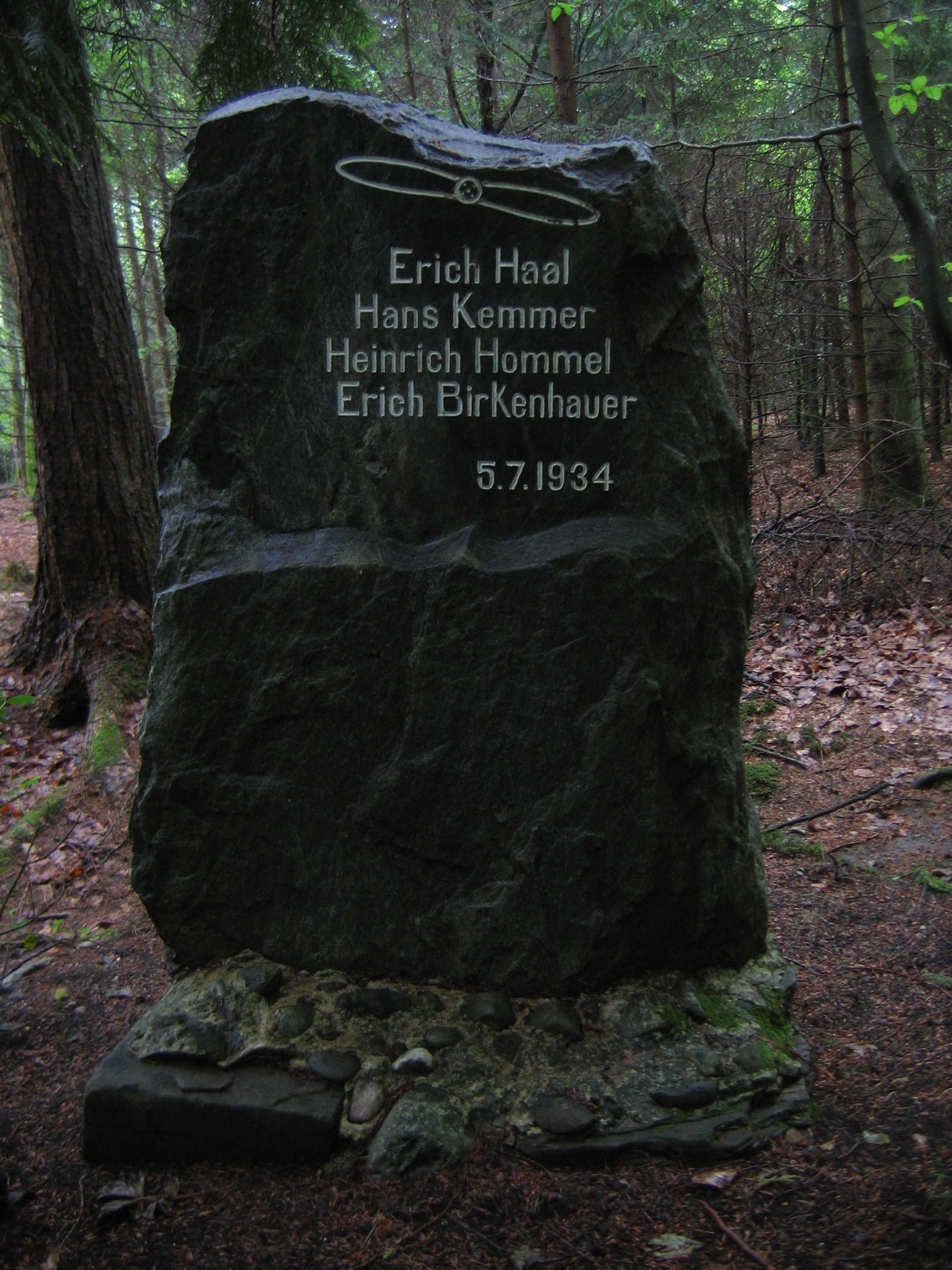
Im Tettnanger Wald
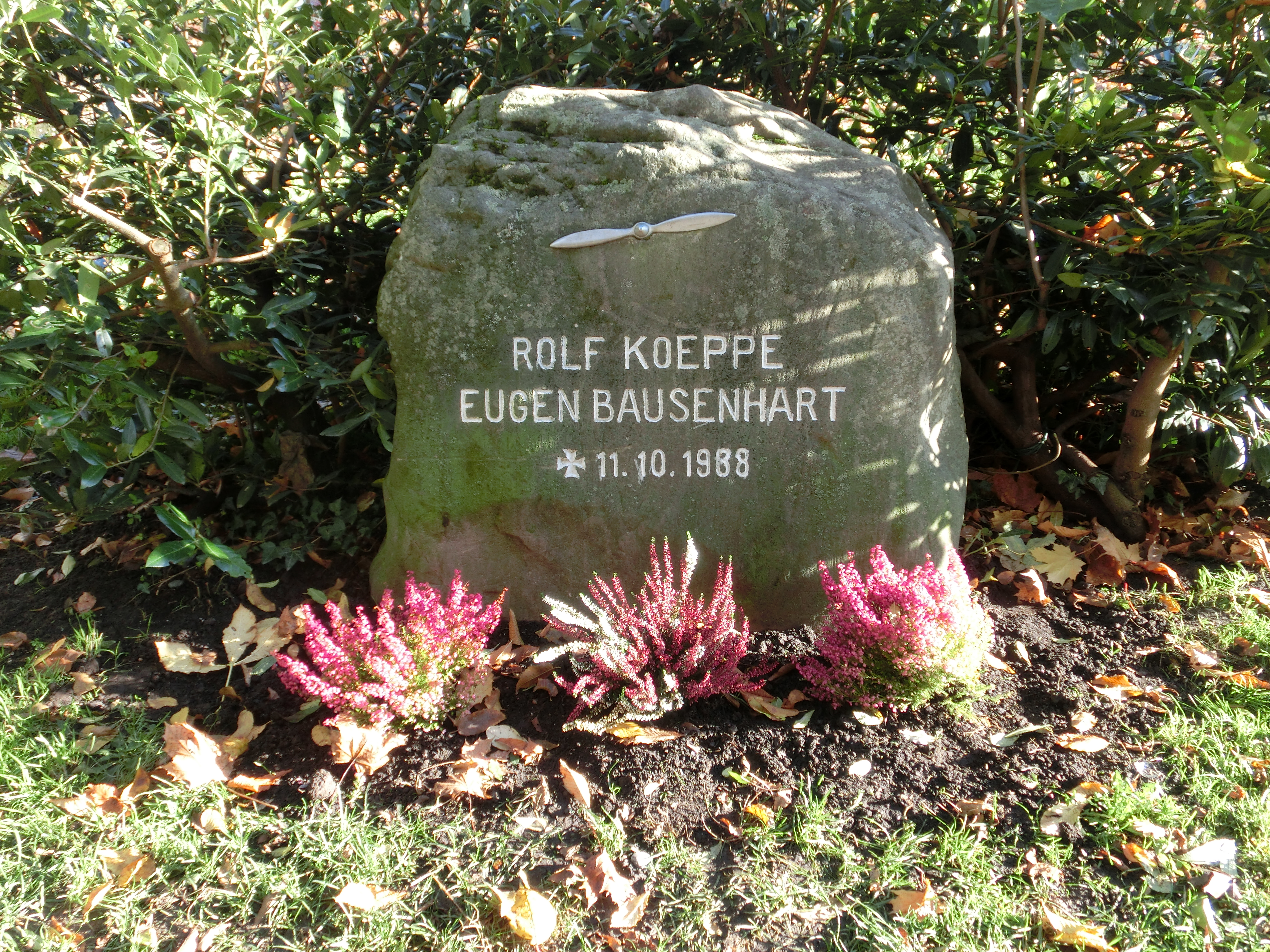
Tettnang, am Schäferhof